# Kailash Purryag

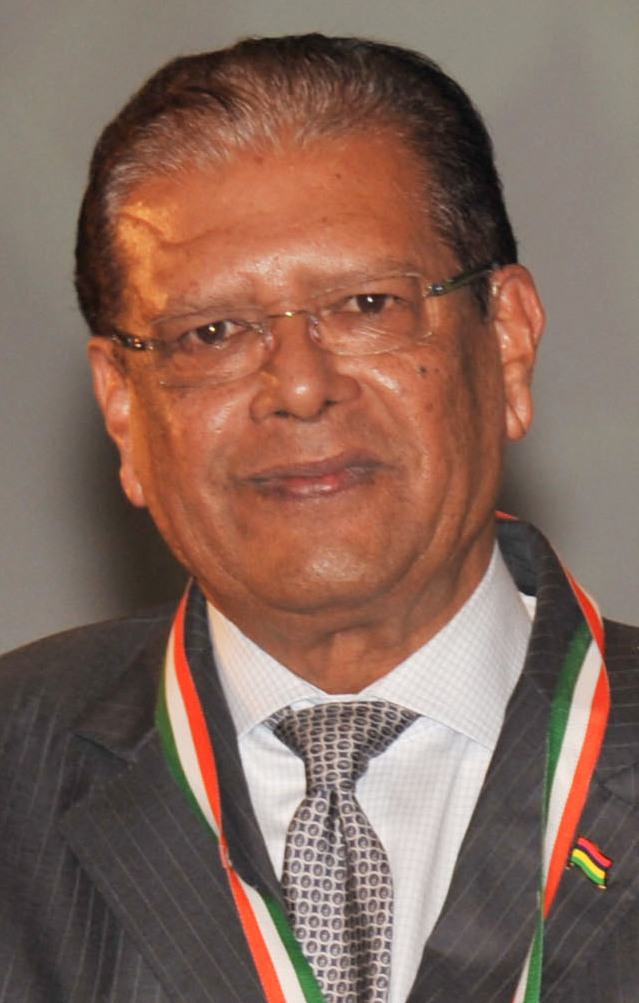
Kailash Purryag (2013)

Kailash Purryag (* 12. Dezember 1947 in Vacoas-Phoenix; † 21. Juni 2025) war ein mauritischer Politiker.

## Leben
Vom 22. Dezember 1997 bis 17. September 2000 war Purryag als Nachfolger von Prem Nababsing stellvertretender Ministerpräsident von Mauritius. Vom 12. Juli 2005 bis 20. Juli 2012 war er als Nachfolger von Prem Ramnah Sprecher der Nationalversammlung von Mauritius, deren Mitglied er seit 1976 war. Vom 21. Juli 2012 bis zum 29. Mai 2015 war er als Nachfolger von Anerood Jugnauth Präsident von Mauritius. Purryag war Mitglied der Labour Party,  verheiratet und Vater einer Tochter.
Purryag starb am 21. Juni 2025 im Alter von 77 Jahren.